# Serapias venhuisia
Serapias venhuisia är en orkidéart som beskrevs av Francisco María Vázquez. Serapias venhuisia ingår i släktet Serapias och familjen orkidéer.
Artens utbredningsområde är Spanien. Inga underarter finns listade i Catalogue of Life.